# 罐子镇
罐子镇，原为罐子乡，是中华人民共和国四川省达州市达川区下辖的一个乡镇级行政单位。2019年12月，撤销陈家乡，将其所属行政区域划归罐子镇管辖。

## 行政区划
罐子镇下辖以下地区：
街道社区、碉楼村、和平村、太白村、金檀罐村、重胜寨村、高石口村、峰顶山村和万家观村。